# Фримонт (округ, Айова)
Фри́монт (англ. Fremont County) — округ в США, штате Айова. На 2000 год численность населения составляла 8010 человек. По оценке бюро переписи населения США в 2009 году население округа составляло 7345 человек. Окружным центром является город Сидни.

## История
Округ Фримонт был сформирован 24 февраля 1847 года.

## География
Согласно данным Бюро переписи населения США площадь округа Фримонт составляет 1323 км².

### Основные шоссе
- Федеральная автострада 29
- Шоссе 59
- Шоссе 275
- Автострада 2
- Автострада 333

### Соседние округа
- Милс (север)
- Пейдж (восток)
- Атчисон (штат Миссури; юг)
- Ото (штат Небраска; юго-запад)
- Касс (штат Небраска; северо-запад)

## Демография
По данным переписи населения 2000 года в округе проживало 8010 жителей. Среди них 23,2 % составляли дети до 18 лет, 19,3 % люди возрастом более 65 лет. 49,8 % населения составляли женщины.
Национальный состав был следующим: 98,2 % белых, 0,4 % афроамериканцев, 0,3 % представителей коренных народов, 0,3 % азиатов, 3,3 % латиноамериканцев. 0,7 % населения являлись представителями двух или более рас.
Средний доход на душу населения в округе составлял $18081. 10,9 % населения имело доход ниже прожиточного минимума. Средний доход на домохозяйство составлял $45979.
Также 85,0 % взрослого населения имело законченное среднее образование, а 14,0 % имело высшее образование.